# Effretikon
Effretikon (toponimo tedesco) è la frazione capoluogo del comune svizzero di Illnau-Effretikon, nel Canton Zurigo (distretto di Pfäffikon).

## Monumenti e luoghi d'interesse

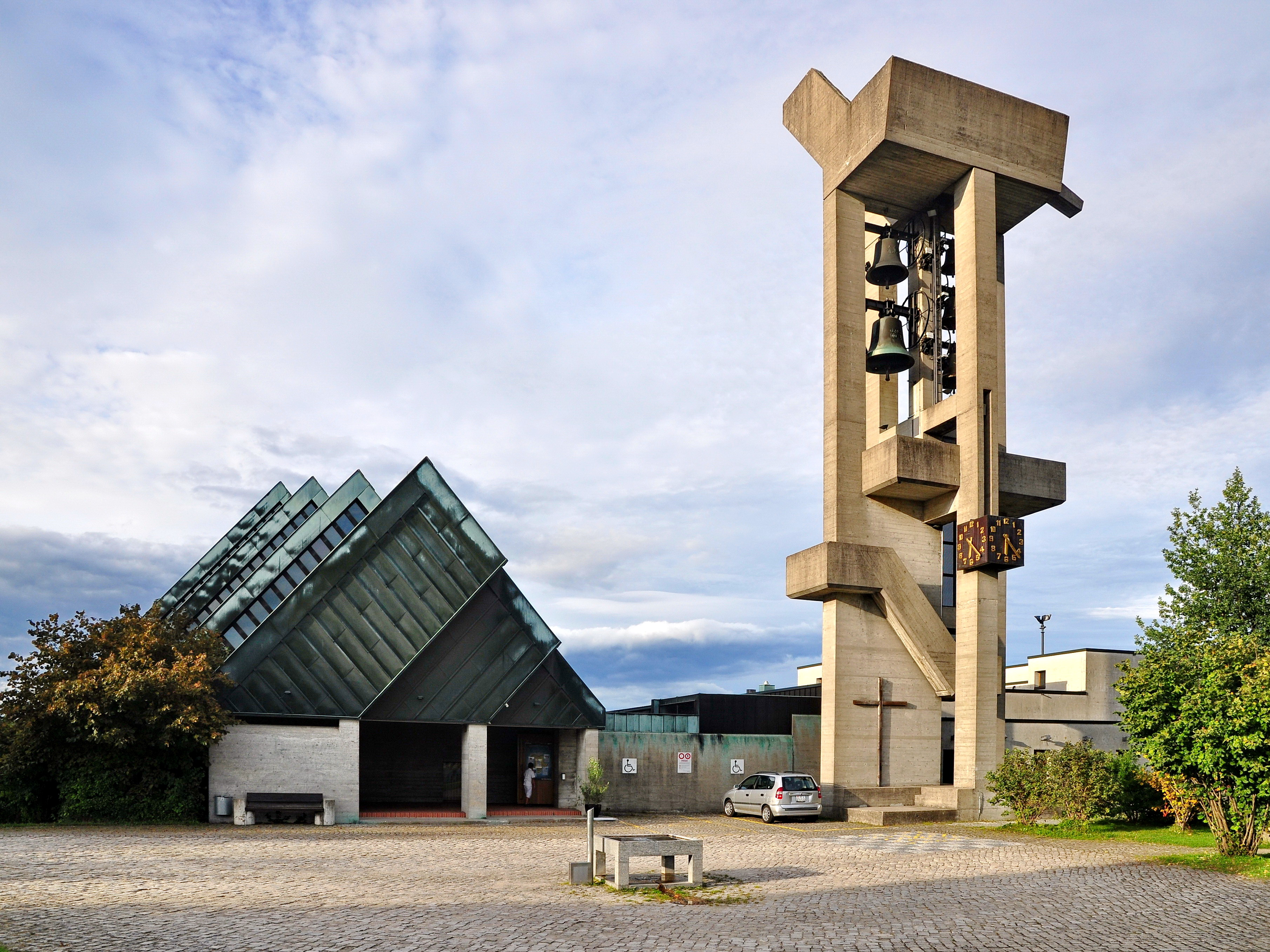
La chiesa riformata

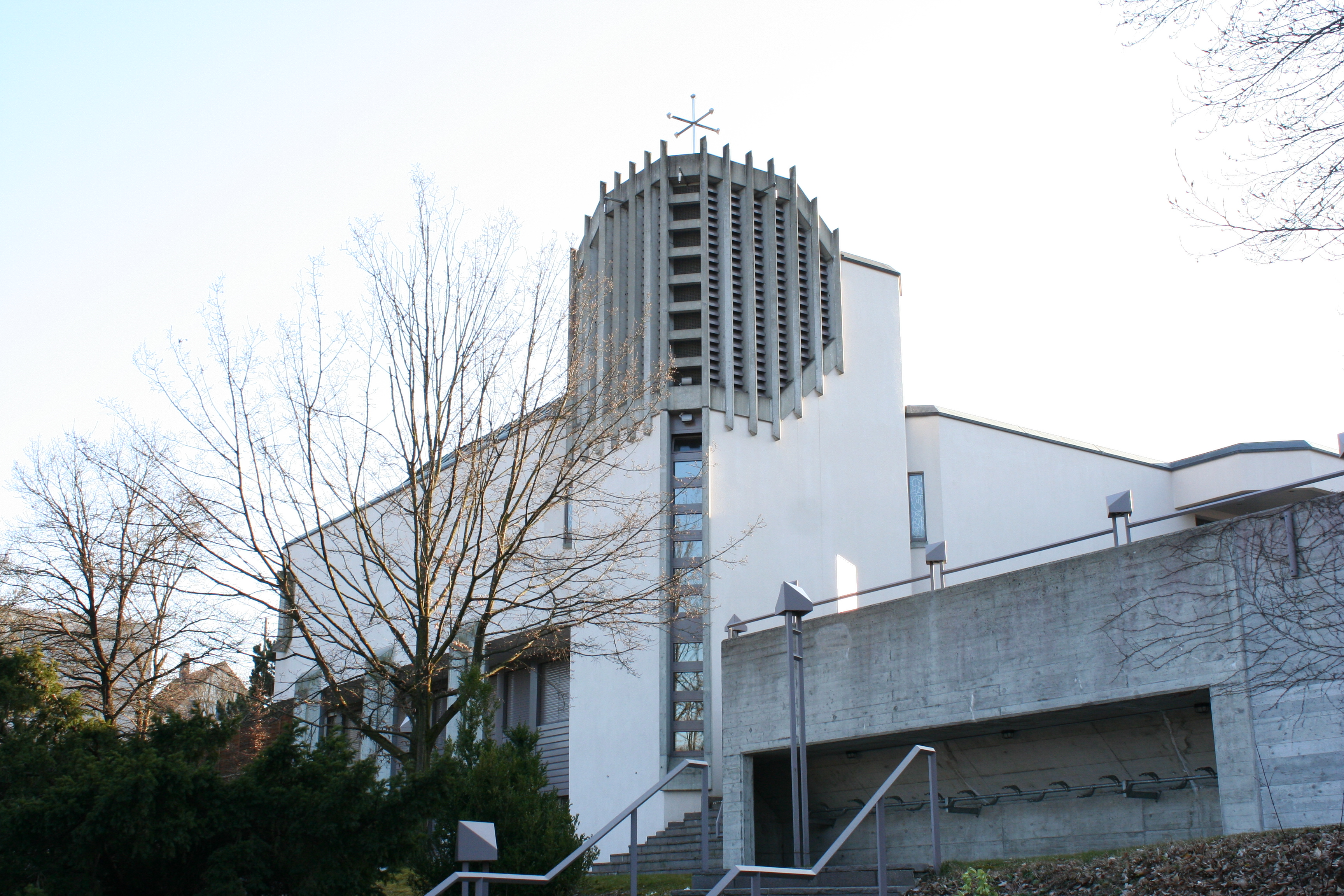
La chiesa di San Martino

- Chiesa riformata, eretta nel 1958-1961[1];
- Chiesa cattolica di San Martino, eretta nel 1981-1983[1].

## Società

### Evoluzione demografica
L'evoluzione demografica è riportata nella seguente tabella (dal 1970 con Moosburg e Rikon):
Abitanti censiti

## Infrastrutture e trasporti

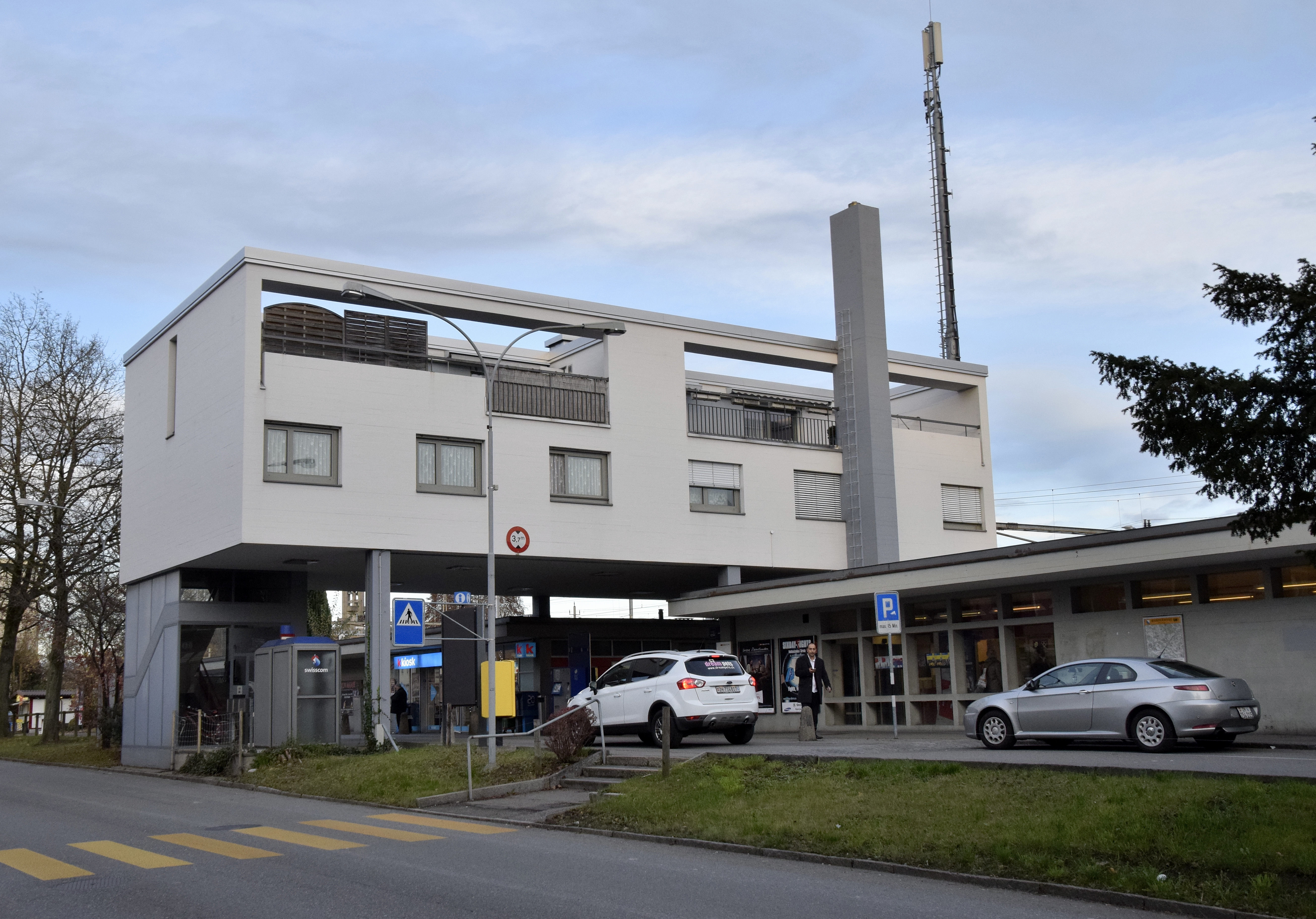
La stazione di Effretikon

Effretikon è servito dall'omonima stazione sulle ferrovie Zurigo-Winterthur, Effretikon-Hinwil e Wettingen-Effretikon (linee S3, S7, S8, S19 e S24 della rete celere di Zurigo).

## Amministrazione
Ogni famiglia originaria del luogo fa parte del cosiddetto comune patriziale e ha la responsabilità della manutenzione di ogni bene ricadente all'interno dei confini del comune.